# Pinus luchuensis

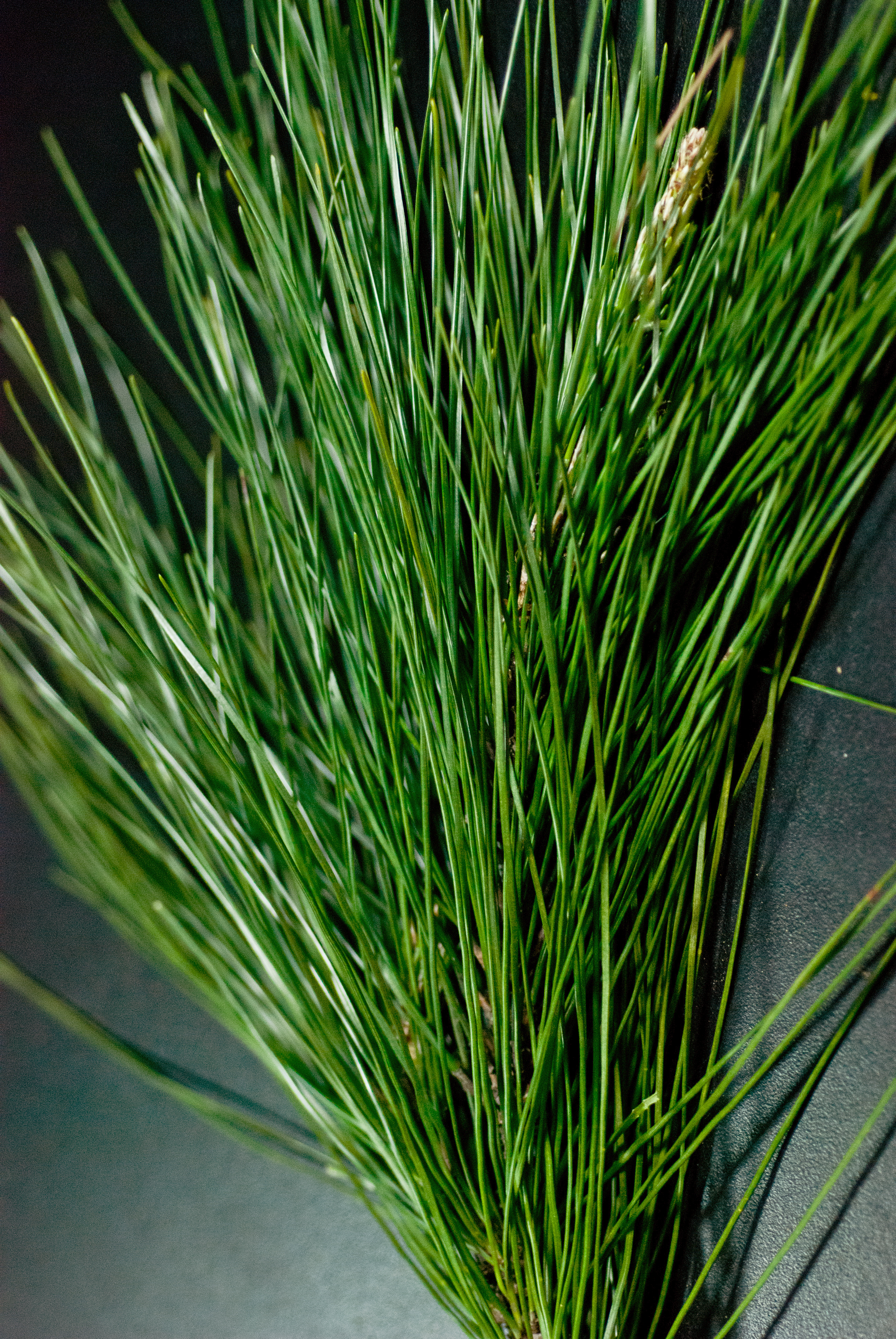
Liście

Pinus luchuensis Mayr – gatunek drzewa iglastego z rodziny sosnowatych (Pinaceae). Sosna ta pochodzi z Japonii a jej naturalny zasięg ogranicza się do Nansei-shotō (Okinawa).

## Morfologia
Pokrój
PieńKora szarobrązowa, głęboko spękana, bruzdy głębokie na 1 cm, o rozmiarach 1,5 na 4 cm. Grzbiety bruzd spłaszczone, podzielone na łuszczące się płaty.
LiścieRównowąskie igły wyrastają po 2 na krótkopędach. Igły ciemnozielone, o długości 8–15 cm.
SzyszkiDojrzałe szyszki nasienne jajowate, o długości 4–5 cm. Łuski nasienne z ostrym wyrostkiem. Nasiono z lancetowatym skrzydełkiem, dwa razy od niego dłuższym.
Gatunki podobneP. taiwanensis (ma krótsze igły – 8–11 cm, więcej kanałów żywicznych – 4–7, dłuższe szyszki – 6–7 cm, cieńszą korę), P. hwangshanensis.

## Biologia i ekologia
Dwie wiązki przewodzące w liściu i 2–3 przewody żywiczne (środkowe). Igły półkoliste w przekroju poprzecznym. Pochewki liściowe trwałe. 
Często zajmuje wietrzne stanowiska blisko morskiego brzegu.

## Systematyka i zmienność
Pozycja gatunku w obrębie rodzaju Pinus:
- podrodzaj Pinus
  - sekcja Pinus
    - podsekcja Pinus
      - gatunek P. luchuensis

Pinus luchuensis jest blisko spokrewniona z P. taiwanensis z Tajwanu oraz P. hwangshanensis z Chin. Obydwa te gatunki traktowane były przez różnych autorów jako synonimy P. luchuensis, jej odmiany lub podgatunki. Wszystkie trzy taksony są podobne morfologicznie.

## Nazewnictwo
Nazwa naukowa gatunku luchuensis pochodzi od wysp Riukiu, na których ją znaleziono. W XIX w. nazwa wysp wymawiana była w języku angielskim jako Luchu, Loo-choo lub Lewchew. Wymowa ta bazowała na chińskiej wymowie symboli tworzących nazwę Ryūkyū, która w języku mandaryńskim brzmi Liúqiú.

## Zagrożenia
Międzynarodowa organizacja IUCN umieściła ten gatunek w Czerwonej księdze gatunków zagrożonych, przyznając mu kategorię zagrożenia LC (least concern), czyli jest gatunkiem o niższym ryzyku wyginięcia. 
Intensywną wycinkę drzew prowadzono w trakcie i po II wojnie światowej.
W 1997 r. gatunek uznany został za rzadki a w 1998 za bliski zagrożenia (LR/nt).
Obecnie brak większego zagrożenia gatunku wynika głównie z nieprzydatności drzew jako źródła drewna, ze względu na słabą formę żyjących okazów.